# Zhu De
Zhu De (ur. 1 grudnia 1886, zm. 6 lipca 1976) – chiński wojskowy i polityk, jeden z twórców Chińskiej Armii Ludowo-Wyzwoleńczej, marszałek ChRL.

## Życiorys
Początkowo służył w armii cesarskiej w prowincji Junnan; po wybuchu rewolucji Xinhai w 1911 roku walczył po stronie republikańskiej. W latach 1916–1921 był jednym z militarystów działających w Syczuanie, następnie w 1922 roku wstąpił do Komunistycznej Partii Chin.
Wziął udział w powstaniu w Nanchangu, a po jego upadku przeszedł z niewielkim oddziałem na południe, gdzie spotkał Mao Zedonga, któremu następnie pomagał zorganizować bazy partyzanckie w prowincji Jiangxi w latach 1927–1934. Był faktycznym dowódcą wojskowym chińskich komunistów (mówiono wtedy o "oddziałach Zhu-Mao"), a od 1931 roku zasiadał w Biurze Politycznym KPCh. W okresie Wielkiego Marszu poparł konkurenta Mao, Zhanga Guotao, ale po dojściu do Yan’anu i objęciu przez Mao funkcji przewodniczącego Komunistycznej Partii Chin pojednał się z nim. W czasie wojny z Japonią w latach 1937–1945 dowodził siłami komunistycznymi walczącymi pod nazwą 8 Armii jako część armii narodowej. W czasie wojny domowej z Kuomintangiem w latach 1946–50 był głównodowodzącym Chińskiej Armii Ludowo-Wyzwoleńczej. 
W 1955 roku został pierwszym z dziesięciu marszałków ChRL, był pierwszym ministrem obrony ChRL. Odsunięty od funkcji kierowniczych w okresie rewolucji kulturalnej za odmowę upolitycznienia armii i represjonowany. Dzięki wstawiennictwu Zhou Enlaia przywrócony do łask po śmierci Chen Yi w 1972 roku.
W okresie pomiędzy 17 stycznia 1975 a 6 lipca 1976 roku sprawował funkcję Przewodniczącego Stałego Komitetu Ogólnochińskiego Zgromadzenia Przedstawicieli Ludowych, będąc formalnie głową państwa. 
Jego biografię opracowywała Agnes Smedley, która przekazała mu testamentem cały swój majątek.